# Adolf Strauß

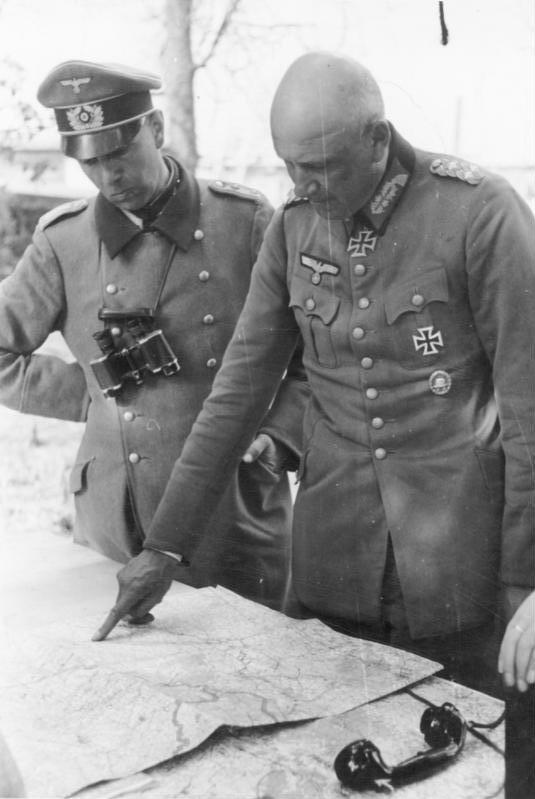
Adolf Strauß (rechts), Juni 1941

Adolf Strauß (* 6. September 1879 in Schermcke; † 20. März 1973 in Lübeck) war ein deutscher Generaloberst im Zweiten Weltkrieg.

## Leben

### Familie
Adolf war ein Sohn des preußischen Oberamtmanns und Domänenpächters Karl Strauß und dessen Ehefrau Amalie, geborene Gutknecht. Er heiratete 1921 Hanna von Schröder, mit der er die beiden Töchter Ingeborg (* 1921) und Helga (* 1924) hatte.

### Militärkarriere
Strauß trat am 15. März 1898 als Fähnrich in das Infanterie-Regiment Nr. 137 der Preußischen Armee in Hagenau ein. Seine Beförderung zum Leutnant erfolgte am 17. Oktober 1901 im Infanterie-Regiment Nr. 162 in Lübeck. Am 16. Juni 1910 wurde er zum Oberleutnant befördert und an die Kriegsakademie kommandiert, wo er eine Generalstabsausbildung erhielt.
Kurz nach Ausbruch des Ersten Weltkriegs wurde er am 8. Oktober 1914 zum Hauptmann befördert. Bei Kriegsende war er, ausgezeichnet mit beiden Klassen des Eisernen Kreuzes sowie dem Ritterkreuz des Königlichen Hausordens von Hohenzollern mit Schwertern, Bataillonskommandeur im 2. Oberrheinischen Infanterie-Regiment Nr. 99. Nach seiner Übernahme in die Reichswehr wurde er am 1. Januar 1924 zum Major befördert und als Lehrer an die Infanterieschule nach Dresden berufen. Im Mai 1929 wurde er zum Oberstleutnant befördert und nach Lübeck in den Stab des 6. Infanterie-Regiments versetzt. Er übernahm im Oktober 1932 als Oberst das Kommando über das 4. (Preußisches) Infanterie-Regiment in Kolberg. Danach wechselte Strauß im September 1934 als Inspekteur der Infanterie in das Reichswehrministerium nach Berlin. In der Folgezeit wurde er im Dezember desselben Jahres zum Generalmajor befördert. Er übernahm ab Oktober 1935 das Kommando über die neu aufgestellte 22. Infanterie-Division in Bremen. Nach seiner Beförderung zum Generalleutnant im April 1937 wurde er im Oktober 1938 zum Kommandierenden General des II. Armeekorps und Befehlshaber im Wehrkreis II (Stettin) ernannt und gab sein Kommando an Hans von Sponeck ab.

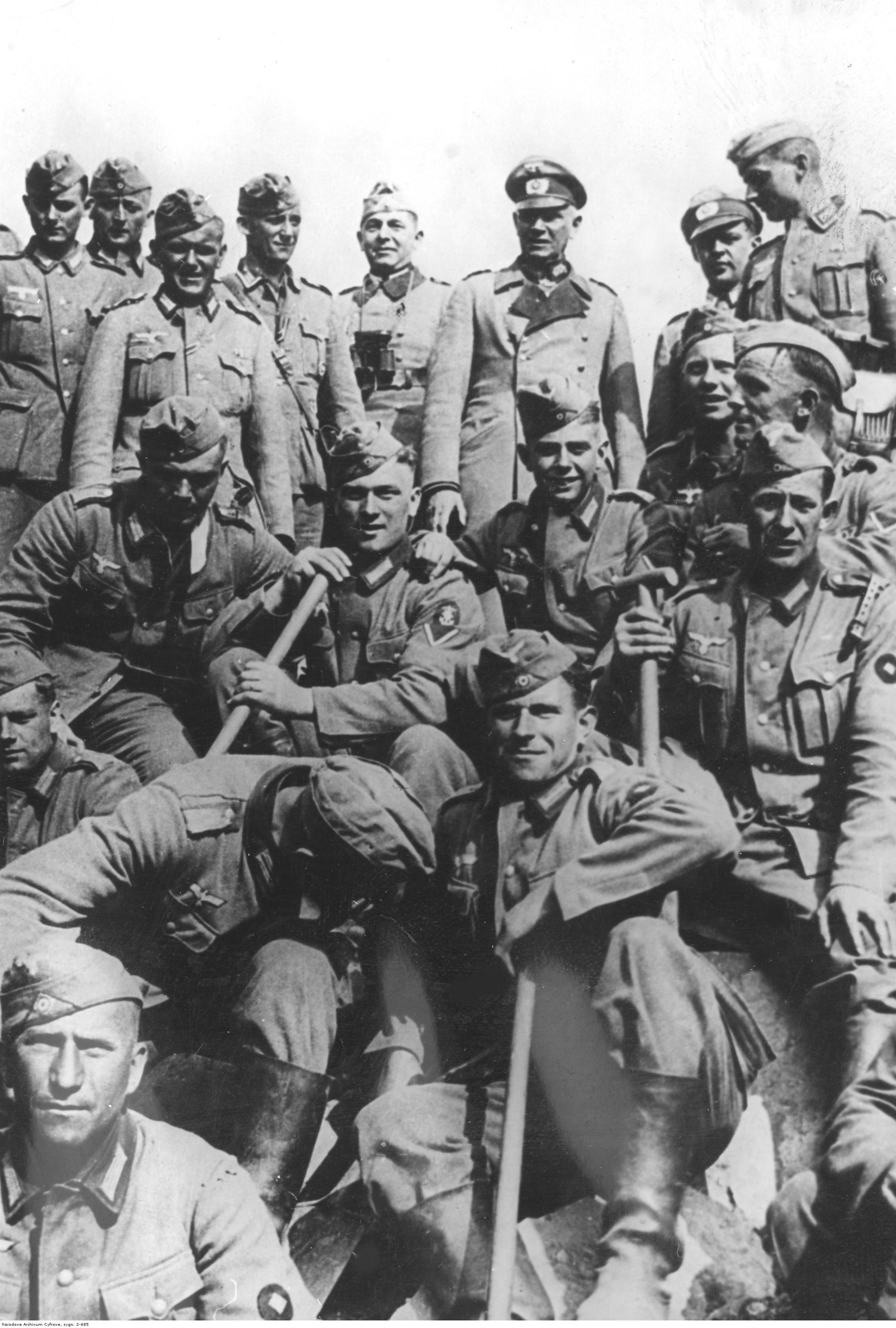
Strauß umgeben von einfachen Soldaten im August 1941

Mit diesem Großverband nahm Strauß zu Beginn des Zweiten Weltkriegs am Überfall auf Polen teil. Das II. Armeekorps durchbrach am 2. September 1939 die Stellungen beiderseits Polnisch Krone an der Brahe, überquerte am 3. September die Weichsel bei Kulm und stellte eine Verbindung zwischen Pommern und Ostpreußen her. Strauß war neben Hermann Hoth und Werner Kempf einer der deutschen Kommandeure in der Schlacht um Modlin. Ende Oktober 1939 erhielt Strauß das Ritterkreuz des Eisernen Kreuzes und wurde mit seinem Korps an die Westfront verlegt. Dort erfolgte am 30. Mai 1940 seine Ernennung zum Oberbefehlshaber der 9. Armee. Im Anschluss daran rückte er im Zuge des Unternehmens Barbarossa mit der Heeresgruppe Mitte 1941 nach Osten vor. Aus gesundheitlichen Gründen ließ er sich am 16. Januar 1942 von seinem Kommando entbinden. Nach seiner Genesung wurde er in die Führerreserve versetzt und fand schließlich im August 1944 eine Verwendung als Leiter des Festungsausbaus der Oder-Warthe-Stellung, ehe er im Januar 1945 Kommandant des Festungsbereichs Ost wurde. Von Mai 1945 bis Mai 1948 befand sich Strauß in britischer Kriegsgefangenschaft.
Am 23. August 1949 sollte im Rahmen der Curiohaus-Prozesse in Hamburg Walther von Brauchitsch angeklagt werden, er war jedoch kurz vorher verstorben. Zu seinen Mitangeklagten gehörten Erich von Manstein und Gerd von Rundstedt. Strauß dagegen brauchte wegen „Untauglichkeit“ nicht mehr an dem Prozess teilzunehmen.